# ISO 3166-2:TG
Kódy ISO 3166-2 pro Togo identifikují 5 regionů. První část (TG) je mezinárodní kód pro Togo, druhá část sestává z jednoho velkého písmene identifikujícího region.

## Seznam kódů
| Kód  | Region   |
| ---- | -------- |
| TG-C | Centrale |
| TG-K | Kara     |
| TG-M | Maritime |
| TG-P | Plateaux |
| TG-S | Savanes  |